# Željeznica (Sarajevo)
Die Željeznica (serbisch-kyrillisch Жељезница) ist ein rechter Nebenfluss der Bosna in Bosnien und Herzegowina. Sie entspringt am Fuße des Treskavica-Gebirges oberhalb des Dorfes Godinja. Dort verfügt sie über eine Reihe von Stromschnellen und Strudeln. Stromaufwärts des Dorfes Turovi befindet sich als Naturphänomen der Kessel der Željeznica.
Die Željeznica fließt westlich entlang des Jahorina-Gebirges und östlich von Treskavica und Bjelašnica durch die Orte Trnovo und Ilidža, bevor sie im Westen Sarajevos schließlich in die Bosna mündet.
Am rechten Ufer des Flusses befindet sich die archäologische Stätte von Butmir. In der Nähe liegt die Quelle der Bosna (Vrelo Bosne).